# Gljúfrasteinn
Gljúfrasteinn is een huis in Mosfellsdalur, een dal iets ten noordoosten van Reykjavík vlak bij Mosfellsbaer, IJsland. Gljúfrasteinn was meer dan een halve eeuw het huis en de werkplek van Halldór Laxness, een IJslandse auteur die in 1955 de Nobelprijs voor de Literatuur kreeg. Halldór woonde er met zijn familie vanaf 1945 tot aan zijn dood in 1998. De IJslandse staat kocht het huis in 2002, en in 2004 werd het huis opengesteld als museum over het leven en werk van de schrijver. 
In het huis is niets veranderd sinds Laxness er woonde. Bezoekers kunnen het werkdomein van de Nobelprijswinnaar met eigen ogen aanschouwen, de kamers bezoeken waar concerten en andere culturele evenementen plaatsvonden en de vele kunstwerken bewonderen van schilders als Svavar Guðnason, Nína Tryggvadóttir, Jóhannes Sveinsson Kjarval en de Deense schilder Asger Jorn. 